# Atletik under sommer-OL 2024 - 100 meter løb (damer)
Kvindernes 100 meter under sommer-OL 2024 i Paris blev afholdt på Stade de France d. 2. august og 3. august 2024.

## Resultater

### Indledende heats

#### Heat 1
| Rangering | Bane | Atlet                 | Nation            | Tid           | Noter |
| --------- | ---- | --------------------- | ----------------- | ------------- | ----- |
| 1         | 4    | Natacha Ngoye         | Republikken Congo | 11.34         | Q     |
| 2         | 5    | Alessandra Gasparelli | San Marino        | 11.62         | Q     |
| 3         | 8    | Xenia Hiebert         | Paraguay          | 11.77         | Q     |
| 4         | 3    | Valentina Meredova    | Turkmenistan      | 12.01         | q, SB |
| 5         | 9    | Samira Awali Boubacar | Niger             | 12.06         | PB    |
| 6         | 2    | Silina Pha Aphay      | Laos              | 12.45         | SB    |
| 7         | 6    | Sydney Francisco      | Palau             | 13.15         |       |
| 8         | 7    | Salam Bouha Ahamdy    | Mauretanien       | 13.71         | PB    |
|           | 1    | Lucia Morris          | Sydsudan          | DNF           |       |
|           |      |                       |                   | Vind: 0.0 m/s |       |

#### Heat 2
| Rangering | Bane | Atlet                  | Nation                     | Tid           | Noter |
| --------- | ---- | ---------------------- | -------------------------- | ------------- | ----- |
| 1         | 7    | Trần Thị Nhi Yến       | Vietnam                    | 11.81         | Q     |
| 2         | 6    | Halle Hazzard          | Grenada                    | 11.88         | Q     |
| 3         | 4    | Zhang Bo-ya            | Kinesisk Taipei            | 11.99         | Q     |
| 4         | 5    | Regine Tugade-Watson   | Guam                       | 12.02         | q     |
| 5         | 2    | Lika Kharchilava       | Georgien                   | 12.37         |       |
| 6         | 9    | Faiqa Riaz             | Pakistan                   | 12.49         | PB    |
| 7         | 8    | Mazoon Al-Alawi        | Oman                       | 12.58         | SB    |
| 8         | 3    | Filomenaleonisa Iakopo | Amerikansk Samoa           | 12.78         | NR    |
| 9         | 1    | Mariam Kareem          | Forenede Arabiske Emirater | 13.26         | PB    |
|           |      |                        |                            | Vind: 0.0 m/s |       |

#### Heat 3
| Rangering | Bane | Atlet              | Nation               | Tid            | Noter |
| --------- | ---- | ------------------ | -------------------- | -------------- | ----- |
| 1         | 9    | Gorete Semedo      | São Tomé og Príncipe | 11.44          | Q     |
| 2         | 6    | Guadalupe Torrez   | Bolivia              | 11.60          | Q     |
| 3         | 2    | Leonie Beu         | Papua Ny Guinea      | 11.63          | Q, PB |
| 4         | 1    | María Carmona      | Nicaragua            | 11.88          | q, NR |
| 5         | 7    | Safiatou Acquaviva | Guinea               | 11.97          | q, NR |
| 6         | 5    | Chloe David        | Vanuatu              | 12.44          | PB    |
| 7         | 3    | Shahd Ashraf       | Qatar                | 12.53          | PB    |
| 8         | 4    | Alisar Youssef     | Syrien               | 12.93          | PB    |
| 9         | 8    | Kimia Yousofi      | Afghanistan          | 13.42          |       |
|           |      |                    |                      | Vind: +1.1 m/s |       |

#### Heat 4
| Rangering | Bane | Atlet                   | Nation               | Tid            | Noter |
| --------- | ---- | ----------------------- | -------------------- | -------------- | ----- |
| 1         | 9    | Zahria Allers-Liburd    | Saint Kitts og Nevis | 11.73          | Q     |
| 2         | 8    | Asimenye Simwaka        | Malawi               | 11.78          | Q     |
| 3         | 6    | Mariandrée Chacón       | Guatemala            | 11.90          | Q     |
| 4         | 1    | Georgiana Sesay         | Sierra Leone         | 11.99          | q     |
| 5         | 5    | Naomi Akakpo            | Togo                 | 12.34          | PB    |
| 6         | 7    | Marie-Charlotte Gastaud | Monaco               | 12.41          | PB    |
| 7         | 2    | Sefora Ada Eto          | Ækvatorialguinea     | 13.63          | PB    |
| 8         | 4    | Temalini Manatoa        | Tuvalu               | 14.04          | PB    |
| 9         | 3    | Sharon Firisua          | Salomonøerne         | 14.31          | PB    |
|           |      |                         |                      | Vind: +0.2 m/s |       |

### Runde 1
Runde 1 blev afholdt den 2. august med start kl. 11:50 (UTC+2) om morgenen. Kvalifikation: De første 3 i hvert heat (Q) og de næste 3 hurtigste (q) går videre til semifinalerne.

#### Heat 1
| Rangering | Bane | Atlet                  | Nation     | Tid            | Noter |
| --------- | ---- | ---------------------- | ---------- | -------------- | ----- |
| 1         | 6    | Sha'Carri Richardson   | USA        | 10.94          | Q     |
| 2         | 8    | Patrizia Van Der Weken | Luxembourg | 11.14          | Q     |
| 3         | 7    | Bree Masters           | Australien | 11.26          | Q, SB |
| 4         | 5    | Jacqueline Madogo      | Canada     | 11.27          |       |
| 5         | 3    | Lorène Dorcas Bazolo   | Portugal   | 11.38          |       |
| 6         | 9    | Tristan Evelyn         | Barbados   | 11.55          |       |
| 7         | 4    | Trần Thị Nhi Yến       | Vietnam    | 11.79          |       |
| 8         | 1    | Asimenye Simwaka       | Malawi     | 11.91          |       |
| 9         | 2    | Thelma Davies          | Liberia    | 12.05          |       |
|           |      |                        |            | Vind: +0.1 m/s |       |

#### Heat 2
| Rangering | Bane | Atlet                 | Nation               | Tid            | Noter |
| --------- | ---- | --------------------- | -------------------- | -------------- | ----- |
| 1         | 9    | Julien Alfred         | Saint Lucia          | 10.95          | Q     |
| 2         | 6    | Zoe Hobbs             | New Zealand          | 11.08          | Q, SB |
| 3         | 2    | Zaynab Dosso          | Italien              | 11.30          | Q     |
| 4         | 4    | Michelle-Lee Ahye     | Trinidad og Tobago   | 11.33          |       |
| 5         | 8    | Yunisleidy García     | Cuba                 | 11.37          |       |
| 6         | 1    | Gorete Semedo         | São Tomé og Príncipe | 11.43          |       |
| 7         | 5    | Olivia Fotopoulou     | Cypern               | 11.50          |       |
| 8         | 7    | Destiny Smith-Barnett | Liberia              | 11.99          |       |
| 9         | 3    | Georgiana Sesay       | Sierra Leone         | 12.15          |       |
|           |      |                       |                      | Vind: -0.8 m/s |       |

#### Heat 3
| Rangering | Bane | Atlet                 | Nation          | Tid            | Noter |
| --------- | ---- | --------------------- | --------------- | -------------- | ----- |
| 1         | 3    | Daryll Neita          | Storbritannien  | 10.92          | Q, SB |
| 2         | 9    | Melissa Jefferson     | USA             | 10.96          | Q     |
| 3         | 4    | Boglárka Takács       | Ungarn          | 11.10          | Q, NR |
| 4         | 5    | Karolína Maňasová     | Tjekkiet        | 11.11          | q, PB |
| 5         | 1    | Gémima Joseph         | Frankrig        | 11.13          |       |
| 6         | 6    | Ella Connolly         | Australien      | 11.29          |       |
| 7         | 8    | Magdalena Stefanowicz | Polen           | 11.47          |       |
| 8         | 2    | Guadalupe Torrez      | Bolivia         | 11.68          |       |
| 9         | 7    | Zhang Bo-ya           | Kinesisk Taipei | 11.88          | SB    |
|           |      |                       |                 | Vind: +1.5 m/s |       |

#### Heat 4
| Rangering | Bane | Atlet                 | Nation          | Tid            | Noter |
| --------- | ---- | --------------------- | --------------- | -------------- | ----- |
| 1         | 4    | Audrey Leduc          | Canada          | 10.95          | Q, NR |
| 2         | 8    | Tia Clayton           | Jamaica         | 11.00          | Q     |
| 3         | 1    | Imani Lansiquot       | Storbritannien  | 11.10          | Q     |
| 4         | 6    | Maboundou Koné        | Elfenbenskysten | 11.17          | =PB   |
| 5         | 5    | Julia Henriksson      | Sverige         | 11.26          |       |
| 6         | 9    | Ge Manqi              | Kina            | 11.45          |       |
| 7         | 2    | Alessandra Gasparelli | San Marino      | 11.54          | NR    |
| 8         | 3    | Vitória Cristina Rosa | Brasilien       | 12.02          |       |
| 9         | 7    | Safiatou Acquaviva    | Guinea          | 12.07          |       |
|           |      |                       |                 | Vind: +1.2 m/s |       |

#### Heat 5
| Rangering | Bane | Atlet                | Nation          | Tid            | Noter |
| --------- | ---- | -------------------- | --------------- | -------------- | ----- |
| 1         | 3    | Ewa Swoboda          | Polen           | 10.99          | Q, SB |
| 2         | 2    | Dina Asher-Smith     | Storbritannien  | 11.01          | Q     |
| 3         | 5    | Rosemary Chukwuma    | Nigeria         | 11.26          | Q     |
| 4         | 6    | Ana Carolina Azevedo | Brasilien       | 11.32          |       |
| 5         | 7    | Géraldine Frey       | Schweiz         | 11.34          |       |
| 6         | 4    | Ángela Tenorio       | Ecuador         | 11.35          |       |
| 7         | 8    | Farzaneh Fasihi      | Iran            | 11.51          |       |
| 8         | 1    | Leonie Beu           | Papua Ny Guinea | 11.73          |       |
| 9         | 9    | Mariandrée Chacón    | Guatemala       | 12.06          |       |
|           |      |                      |                 | Vind: +1.0 m/s |       |

#### Heat 6
| Rangering | Bane | Atlet                | Nation               | Tid            | Noter |
| --------- | ---- | -------------------- | -------------------- | -------------- | ----- |
| 1         | 5    | Twanisha Terry       | USA                  | 11.15          | Q     |
| 2         | 3    | Shashalee Forbes     | Jamaica              | 11.19          | Q     |
| 3         | 4    | Leah Bertrand        | Trinidad og Tobago   | 11.27          | Q     |
| 4         | 1    | Salomé Kora          | Schweiz              | 11.35          |       |
| 5         | 6    | Cecilia Tamayo-Garza | Mexico               | 11.39          |       |
| 6         | 8    | Viktória Forster     | Slovakiet            | 11.44          | SB    |
| 7         | 7    | Lotta Kemppinen      | Finland              | 11.56          |       |
| 8         | 2    | Zahria Allers-Liburd | Saint Kitts og Nevis | 11.89          |       |
| 9         | 9    | María Carmona        | Nicaragua            | 12.00          |       |
|           |      |                      |                      | Vind: -0.4 m/s |       |

#### Heat 7
| Rangering | Bane | Atlet                   | Nation     | Tid            | Noter  |
| --------- | ---- | ----------------------- | ---------- | -------------- | ------ |
| 1         | 1    | Gina Bass-Bittaye       | Gambia     | 11.01          | Q      |
| 2         | 4    | Mujinga Kambundji       | Schweiz    | 11.05          | Q      |
| 3         | 6    | Delphine Nkansa         | Belgien    | 11.20          | Q, =PB |
| 4         | 5    | Polyniki Emmanouilidou  | Grækenland | 11.25          |        |
| 5         | 7    | Rebekka Haase           | Tyskland   | 11.28          |        |
| 6         | 3    | Tima Seikeseye Godbless | Nigeria    | 11.33          |        |
| 7         | 8    | Veronica Shanti Pereira | Singapore  | 11.63          |        |
| 8         | 2    | Halle Hazzard           | Grenada    | 11.70          |        |
| 9         | 9    | Xenia Hiebert           | Paraguay   | 11.82          |        |
|           |      |                         |            | Vind: -0.2 m/s |        |

#### Heat 8
| Rangering | Bane | Atlet                    | Nation             | Tid            | Noter |
| --------- | ---- | ------------------------ | ------------------ | -------------- | ----- |
| 1         | 2    | Marie-Josée Ta Lou-Smith | Elfenbenskysten    | 10.87          | Q, SB |
| 2         | 7    | Shelly-Ann Fraser-Pryce  | Jamaica            | 10.92          | Q     |
| 3         | 4    | Gina Lückenkemper        | Tyskland           | 11.08          | Q     |
| 4         | 6    | Rani Rosius              | Belgien            | 11.10          | q, PB |
| 5         | 8    | Gladymar Torres          | Puerto Rico        | 11.12          | q, NR |
| 6         | 3    | Natacha Ngoye            | Republikken Congo  | 11.36          |       |
| 7         | 5    | Joella Lloyd             | Antigua og Barbuda | 11.37          |       |
| 8         | 1    | Regine Tugade-Watson     | Guam               | 11.87          |       |
| 9         | 9    | Valentina Meredova       | Turkmenistan       | 11.95          | SB    |
|           |      |                          |                    | Vind: +0.8 m/s |       |

### Semifinaler
Semifinalerne blev afholdt den 3. august med start kl. 19:50 (UTC+2) om aftenen.
Kvalifikation: De første 2 i hvert heat (Q) og de næste 2 hurtigste (q) går videre til finalen.

#### Heat 1
| Rangering | Bane | Atlet                    | Nation          | Tid            | Noter |
| --------- | ---- | ------------------------ | --------------- | -------------- | ----- |
| 1         | 4    | Melissa Jefferson        | USA             | 10.99          | Q     |
| 2         | 7    | Marie Josée Ta Lou-Smith | Elfenbenskysten | 11.01          | Q     |
| 3         | 8    | Mujinga Kambundji        | Schweiz         | 11.05          | q     |
| 4         | 6    | Ewa Swoboda              | Polen           | 11.08          |       |
| 5         | 5    | Dina Asher-Smith         | Storbritannien  | 11.10          |       |
| 6         | 3    | Shashalee Forbes         | Jamaica         | 11.20          |       |
| 7         | 9    | Boglárka Takács          | Ungarn          | 11.26          |       |
| 8         | 2    | Rani Rosius              | Belgien         | 11.29          |       |
| 9         | 1    | Zaynab Dosso             | Italien         | 11.34          |       |
|           |      |                          |                 | Vind: +0.1 m/s |       |

#### Heat 2
| Rangering | Bane | Atlet                    | Nation         | Tid            | Noter |
| --------- | ---- | ------------------------ | -------------- | -------------- | ----- |
| 1         | 6    | Julien Alfred            | Saint Lucia    | 10.84          | Q     |
| 2         | 7    | Sha'Carri Richardson     | USA            | 10.89          | Q     |
| 3         | 4    | Gina Mariam Bass Bittaye | Gambia         | 11.10          |       |
| 4         | 8    | Patrizia van der Weken   | Luxembourg     | 11.13          |       |
| 5         | 3    | Imani-Lara Lansiquot     | Storbritannien | 11.21          |       |
| 6         | 9    | Gladymar Torres          | Puerto Rico    | 11.33          |       |
| 7         | 2    | Bree Masters             | Australien     | 11.34          |       |
| 8         | 1    | Rosemary Chukwuma        | Nigeria        | 11.39          |       |
|           | 5    | Shelly-Ann Fraser-Pryce  | Jamaica        | DNS            |       |
|           |      |                          |                | Vind: -0.1 m/s |       |

#### Heat 3
| Rangering | Bane | Atlet             | Nation             | Tid            | Noter |
| --------- | ---- | ----------------- | ------------------ | -------------- | ----- |
| 1         | 6    | Tia Clayton       | Jamaica            | 10.89          | Q     |
| 2         | 4    | Daryll Neita      | Storbritannien     | 10.97          | Q     |
| 3         | 7    | Twanisha Terry    | USA                | 11.07          | q     |
| 4         | 8    | Gina Lückenkemper | Tyskland           | 11.09          |       |
| 5         | 5    | Audrey Leduc      | Canada             | 11.10          |       |
| 6         | 3    | Zoe Hobbs         | New Zealand        | 11.13          |       |
| 7         | 9    | Delphine Nkansa   | Belgien            | 11.28          |       |
| 8         | 2    | Karolína Maňasová | Tjekkiet           | 11.35          |       |
| 9         | 1    | Leah Bertrand     | Trinidad og Tobago | 11.37          |       |
|           |      |                   |                    | Vind: +0.2 m/s |       |

### Finale
Finalen blev afholdt den 3. august med start kl. 21:20 (UTC+2) om aftenen.
| Rangering                        | Bane | Atlet                    | Nation          | Tid   | Noter |
| -------------------------------- | ---- | ------------------------ | --------------- | ----- | ----- |
| 1                                | 6    | Julien Alfred            | Saint Lucia     | 10.72 | NR    |
| 2. plads, sølvmedaljemodtager(e) | 7    | Sha'Carri Richardson     | USA             | 10.87 |       |
| 3                                | 5    | Melissa Jefferson        | USA             | 10.92 |       |
| 4                                | 8    | Daryll Neita             | Storbritannien  | 10.96 |       |
| 5                                | 9    | Twanisha Terry           | USA             | 10.97 |       |
| 6                                | 2    | Mujinga Kambundji        | Schweiz         | 10.99 |       |
| 7                                | 4    | Tia Clayton              | Jamaica         | 11.04 |       |
| 8                                | 3    | Marie Josée Ta Lou-Smith | Elfenbenskysten | 13.84 |       |